# Nesomyinae
I Nesomiini o topi del Madagascar (Nesomyinae Major, 1897) sono una sottofamiglia di roditori della famiglia dei Nesomiidi, endemici del Madagascar.

## Dimensioni
Questa sottofamiglia comprende roditori con la lunghezza del corpo tra 80 e 350 mm, la lunghezza della coda tra 60 e 250 mm e un peso fino a 1,5 kg.

## Caratteristiche craniche e dentarie
Il cranio presenta delle arcate zigomatiche robuste, con un grande osso giugale, un palato ampio e liscio provvisto di due lunghi fori palatali. Gli incisivi sono opistodonti, ovvero con le punte rivolte verso l'interno, i molari hanno le radici e le cuspidi disposte a coppie spesso fuse in lamine trasversali, con una corona di altezza variabile. Il terzo molare ha principalmente le stesse dimensioni degli altri due.

## Aspetto
I Nesomiini sono caratterizzati da una diversità morfologica e biologica notevole. Infatti comprendono forme con l'aspetto che varia da quello di un gerbillo, di un ratto oppure di un'arvicola fino addirittura a quello di un coniglio. La pelliccia può essere corta e densa oppure lunga e soffice, con il colore delle parti dorsali che varia dal bruno-sabbia al grigio scuro, mentre quelle ventrali sono solitamente più chiare, e vanno dal grigio al bianco. Le orecchie possono essere talvolta notevolmente allungate oppure corte ed arrotondate. La coda in alcune forme arboricole è prensile oppure termina con un vistoso ciuffo di lunghi peli, mentre in altre è più corta della testa e del corpo. I piedi sono adattati alla particolare vita delle varie specie, e solitamente sono più larghi e corti in quelle arboricole e lunghi e sottili in quelle terricole. Solitamente non è presente dimorfismo sessuale accentuato, tuttavia in alcune specie i maschi sono più pesanti delle femmine. Sono presenti 13 vertebre toraciche e 7 lombari, mentre lo stomaco ha un unico compartimento.

## Distribuzione ed Habitat
La sottofamiglia è endemica del Madagascar, dove si è stabilita dopo una radiazione avvenuta in Africa a partire dal tardo Oligocene.

## Tassonomia
La sottofamiglia comprende 9 generi:
- Forme arboricole.
  - Eliurus
  - Brachytarsomys
  - Monticolomys
  - Voalavo
- Forme terricole.
  - Brachyuromys
  - Gymnuromys
  - Hypogeomys
  - Macrotarsomys
  - Nesomys